# 오노 요헤이
오노 요헤이(일본어: 大野 耀平, 1994년 12월 6일~)는 일본의 축구 선수이다.

## 구단 경력
그는 2017년 J2리그의 교토 상가 FC에 입단했다. 2019년까지 34경기에 출전하여, 5득점을 넣었다. 2020년 J3리그의 카탈레 도야마로 이적했다. 2023년까지 66경기에 출전하여, 19득점을 넣었다. 2024년 가마타마레 사누키로 이적했다.